# 川岸良兼
川岸 良兼（かわぎし りょうけん、1966年12月6日 - ）は、石川県小松市出身のプロゴルファーである。石川県立小松明峰高等学校→日本大学卒業。身長180cm、体重88kgの大型選手。師匠は尾崎将司で、（尾崎の指導を受けながら、一緒に練習する弟子たちジャンボ軍団）のひとりである。これまでに日本ゴルフツアーで6勝を挙げている。

## 略歴
10歳からゴルフを始め、ジュニア時代からゴルフの才能を発揮し日本大学に進む。ゴルフ部では鈴木亨が主将、川岸が副主将を務め、在学中の1988年に、日本学生ゴルフ選手権競技、日本アマチュアゴルフ選手権競技で優勝する。非常に体格が良く一時期ボディビルダーを目指していた時期もあった。
1989年10月のプロテストに合格し、ライセンス取得僅か1週間目のアコムダブルスでデビューし、同期の北川裕規とペアを組む。好天に恵まれた初日は1番ホールからプレッシャーがかかったが、1番を無難にパーにまとめた後は得意の長打とパットが冴え、9バーディー中7バーディーを取る荒稼ぎで8アンダー64をマーク。船渡川育宏&白石達哉ペア、ラニー・ワドキンス&ボビー・ワドキンス兄弟（アメリカ合衆国）ペアと共に首位の飯合肇&佐野修一ペアと1打差2位タイの好スタートを切る。3日目にはスコアが伸びず、通算17アンダーの17位に後退した。
翌1990年の静岡オープンでツアー初優勝。さらに関東オープンとABCラークカップにも優勝して、年間3勝を挙げる。1991年にもポカリスエットオープンで優勝。新人選手としての目覚ましい躍進ぶりに加えて、大柄な体格から放たれる豪快なドライバーショットなどから“怪物”と呼ばれた。同じ日本大学出身の後輩丸山茂樹が、「入学して初めて川岸さんのゴルフを間近で見て、絶対に敵わないと思った」などと語るほどの才能の持ち主であり、次代の男子ゴルフ界を担うスター候補の筆頭に挙げられるなど将来を嘱望されていた。
しかし、その後スランプに陥り、それ以後のツアー優勝は、1995年のJCBクラシック仙台と1999年のフィリップモリスチャンピオンシップのみとなる。
2001年には日本ゴルフツアーのシード権（賞金ランキング70位以内）を失うなど低迷。
アメリカツアーにスポット参戦したこともあったが思うような成績があげられず帰国。
2004年のダンロップ・フェニックス選手権で、優勝したタイガー・ウッズと8打差の単独2位に入った。2005年は、つるやオープン、三菱ダイヤモンドカップゴルフ、日本オープン選手権で2位となる。
2007年には年間賞金ランク102位で、5年ぶりにシード権を失う。
私生活では1992年に同じプロゴルファーの喜多麻子と結婚。娘2人もゴルファーで、次女の川岸史果は2017年にマンシングウェアレディース東海クラシックで優勝し、史上初の父娘優勝を達成。また史果は2019年に父の地元・石川県小松市で行われたステップアップツアーで大歓声を力に優勝した。